# Gustelnica
Gustelnica is een plaats in de gemeente Velika Gorica in de Kroatische provincie Zagreb. De plaats telt 125 inwoners (2001).